# 都市開放空間

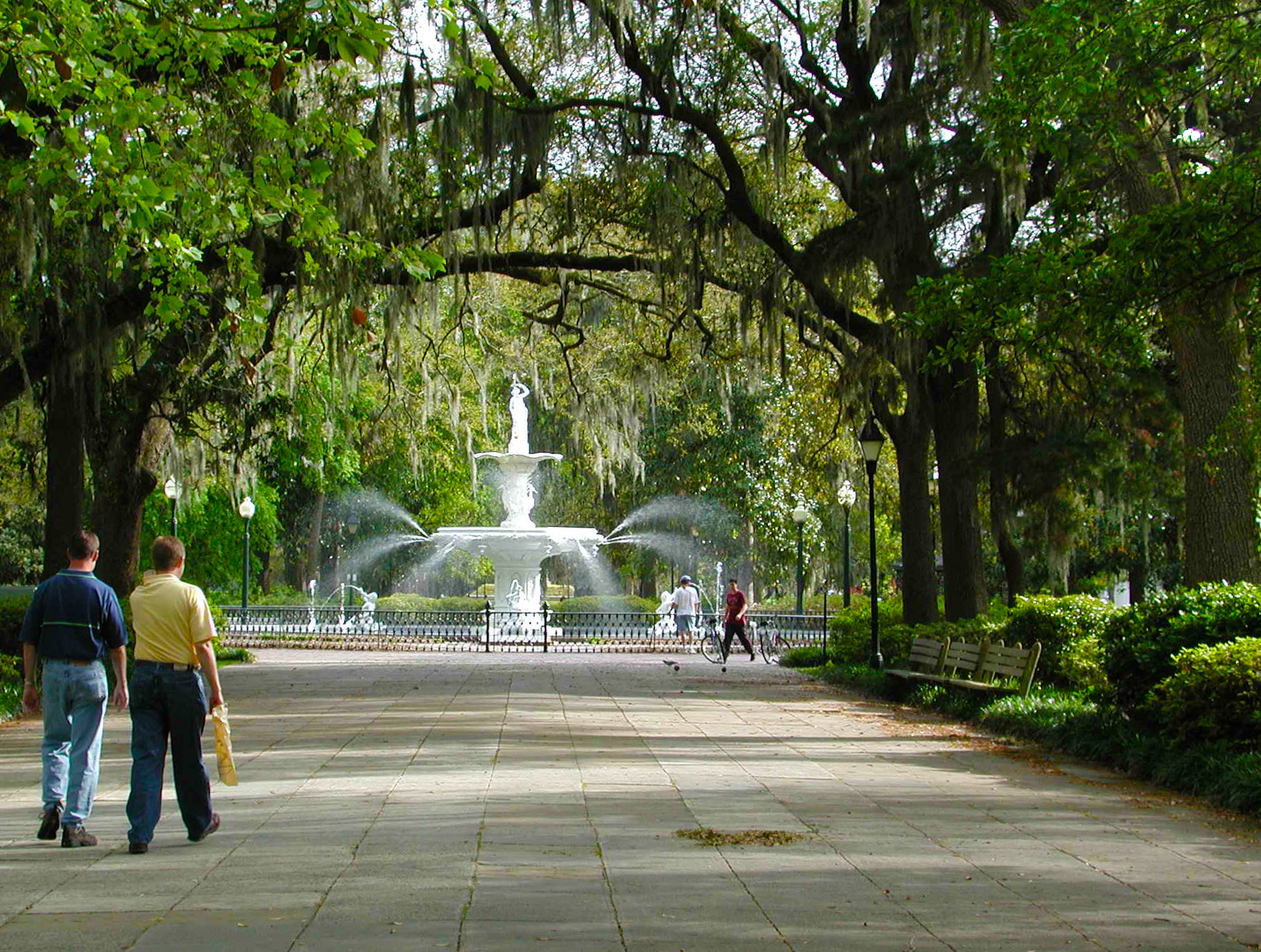
福赛斯公园是薩凡納市中心内的一大片城市开放空间。

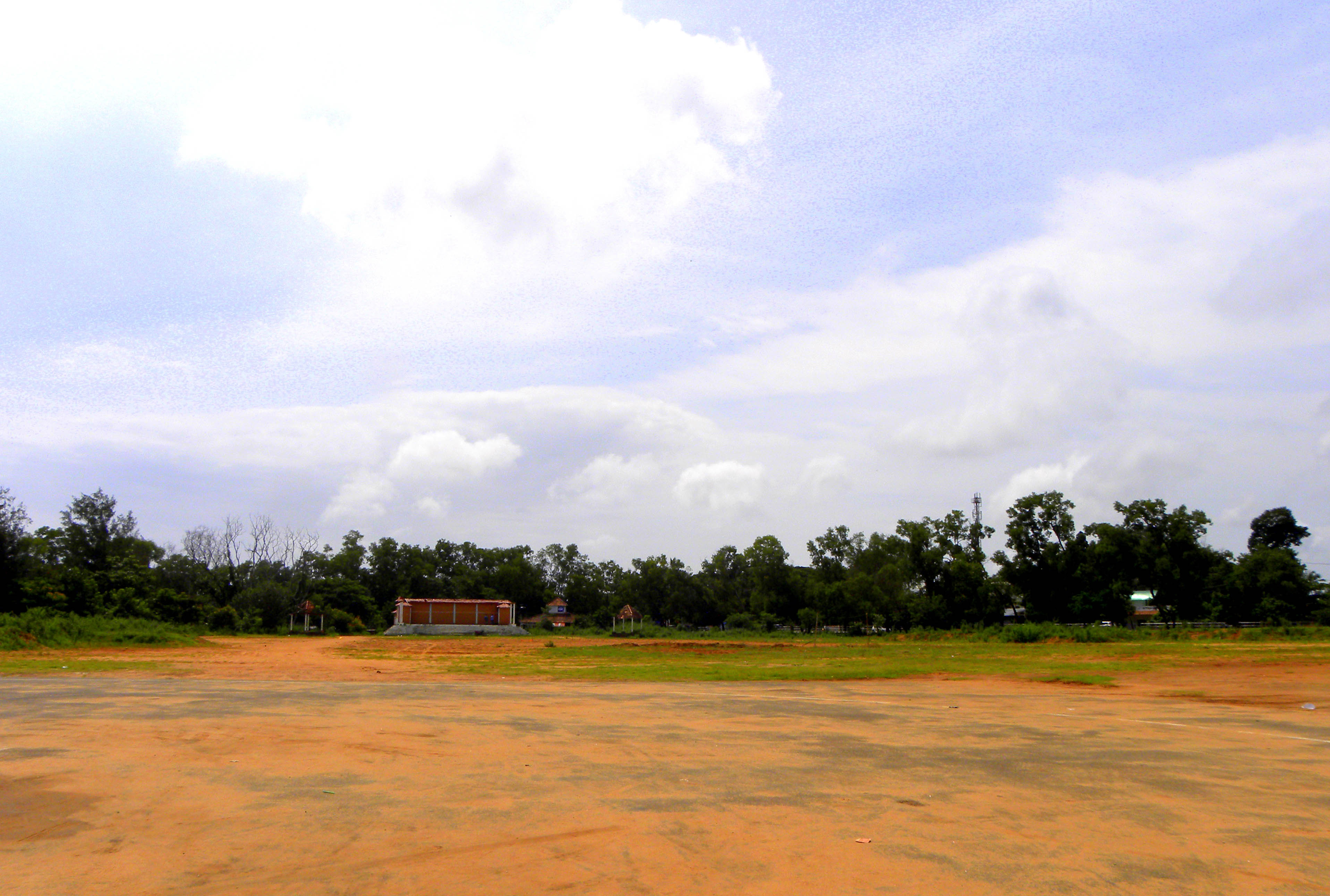
印度奎隆市內的Asramam Maidan，是喀拉拉邦各城市境內最大的開放空間。

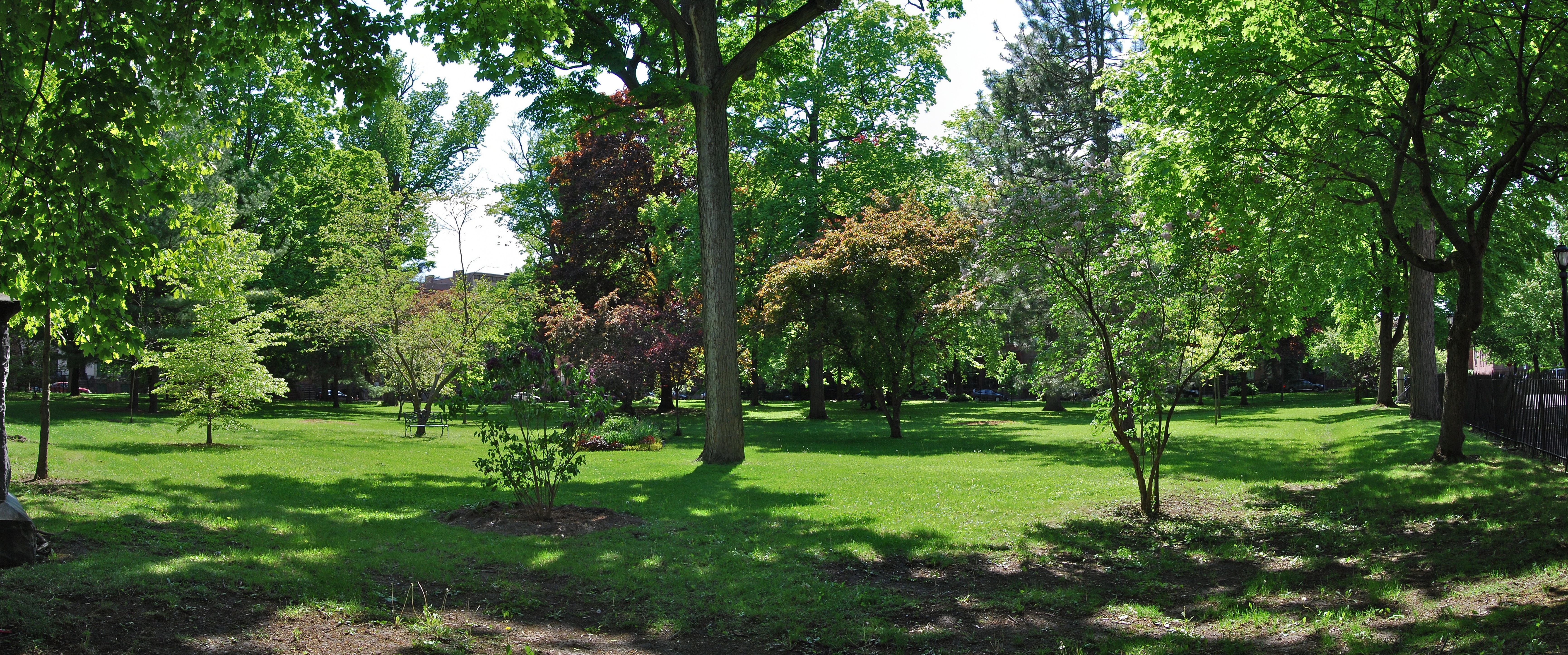
美國紐约州特洛伊的华盛顿公园是私有開放空間的一個案例。

都市開放空間（英語：urban open space），又稱都市開敞空間，也簡稱開放空間、開敞空間，係都市計畫及法律用語，其定義為於建築基地內留設可連通道路並供公眾通行或休憩之空間。開放意味著必須對公眾開放，供市民休閒；是戶外的，而非室內的；包含植被。開放空間的定義有時是含糊不明的，都會公園、廣場、綠園道、公路均屬開放空間。
一些城市為了讓民間業者、土地開發商主動創造公共空間，城市政府實施「獎勵性開放空間」措施。民間業主在私有的物業內提供公眾使用的公共空間，以換取額外的獎勵容積，這種公共空間則是私有公共空間（privately owned public space，簡稱）。

## 定義
術語「城市開放空間」可以描述許多類型的開放區域。一種定義認為，「作為發展的對應物，城市開放空間是一種自然和文化資源，既不是『未利用土地』，也不是『公園和遊憩區』的同義詞。」另一個是「開放空間是表面向天空開敞的土地和/或水域，有意地獲取或被明文要求（consciously acquired or publicly regulated），以提供娛樂的機會、保育和城市塑造的功能。」幾乎在所有情況下，實際上，該術語所指的空間幾乎都市是綠色空間。然而，有一些城市綠地雖然不是公有、受到監督的，但仍被視為城市開放空間。
而從另一個觀點看，公共空間在一般意義上被定義為除家庭和工作場所之外的集會或聚會場所，通常允許公眾進入，並促進居民互動以及提供聯繫和接近的機會。該定義意味着更高層次的社區互動，並將重點放在公眾參與上，而不是公有或管理上。
現代意義的「開放空間」最早由英国的1877年《大都市开敞空间法》（Metropolitan Open Spaces Act 1877）定義，它也是与開放空間相關的最早的法律法規。該法的1906年版定義開放空間如下：
|  | “开放空间”一词意指任何其上无建筑物或者建筑覆盖率不高于二十分之一的土地，无论围合或不围合，其整体或其余部分用作园林或娱乐用途，抑或荒废和未占用 |

## 益處
城市開放空間為市民提供的益處大致可分為三類：遊憩、生態和美學價值。城市開放空間給造訪的遊客帶來的心理效益隨着生物多樣性的增加而增加，這表明僅有「綠色」是不夠的，綠地的品質同樣很重要。